# 1830 aux États-Unis
Pour des articles plus généraux, voir Chronologie des États-Unis et 1830.
Chronologie des États-Unis
- 1826
- 1827
- 1828
- 1829
- 1830
- 1831
- 1832
- 1833
- 1834

Cette page concerne des événements d'actualité qui se sont produits durant l'année 1830 du calendrier grégorien aux États-Unis.

## Gouvernement
- Président : Andrew Jackson Démocrate
- Vice-président : John Caldwell Calhoun (Républicain-Démocrate)
- Secrétaire d'État : Martin Van Buren Démocrate
- Chambre des représentants - Président :   Andrew Stevenson Démocrate

## Événements
- Janvier : le gouverneur des territoires du Michigan Lewis Cass, publie un article dans la North American Review qui justifie le déplacement des Indiens[1].
- 12 mars : Craig vs. Missouri. La Cour suprême des États-Unis ordonne que les titres de prêt d'État soient inconstitutionnels parce qu'ils sont des obligations émises par un État en violation de l'article I, section 10 de la constitution des États-Unis[2].
- 26 mars : publication du Livre de Mormon à Palmyra (État de New York).
- 6 avril : 
  - naissance de l'Église de Jésus-Christ des saints des derniers jours, dont les membres sont couramment appelés mormons, à Fayette dans l'État de New York, avec Joseph Smith comme premier président[3].
  - la loi de colonisation mexicaine interdit l’immigration au Texas[4].
- 28 mai : Indian Removal Act. Le président Andrew Jackson fait voter une loi déportant les Amérindiens vivant à l'Est du Mississippi à l'Ouest de ce fleuve pour que les colons puissent occuper leurs terres[5]. Soixante-dix mille Amérindiens seront contraint de se déplacer vers l’ouest entre 1830 et 1840. Sioux, Fox et Sauks abandonnent leurs territoires de l’Iowa, du Minnesota et du Missouri.

|                                  | 1790      | 1800      | 1810      | 1820      | 1830       |
| -------------------------------- | --------- | --------- | --------- | --------- | ---------- |
| Population totale des États-Unis | 3.929.326 | 5.308.483 | 7.239.881 | 9.638.453 | 12.866.020 |
| Esclaves aux États-Unis          | 697.681   | 893.602   | 1.191.362 | 1.538.022 | 2.009.043  |

- 1er juin : le cinquième recensement tient place. Le recensement estime la  population des États-Unis à 12 866 020 dont 2 009 043 sont des esclaves[6].
- Août : inauguration  d’une voie ferrée de 20 km entre Baltimore et le moulin d’Ellicott.

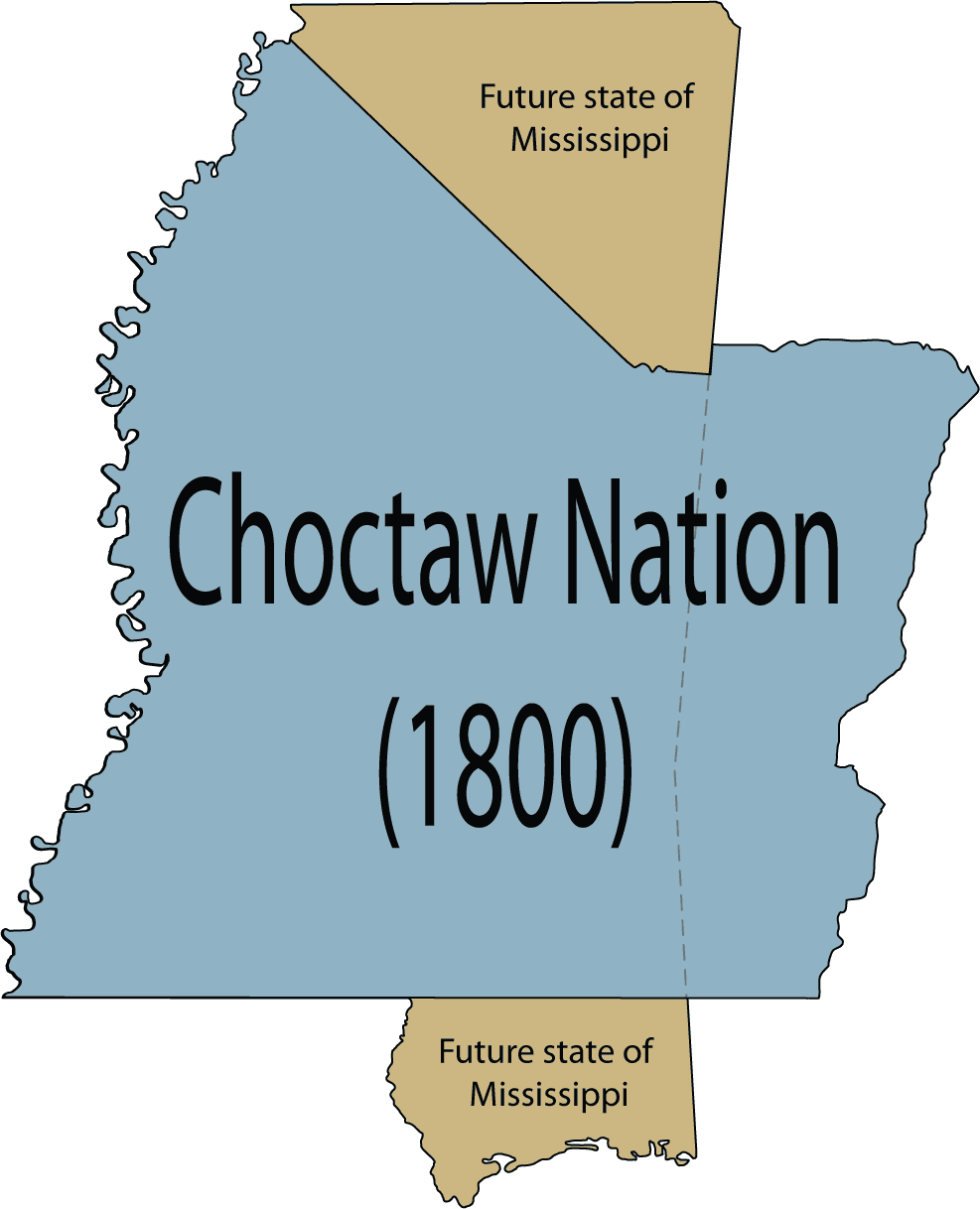
Le territoire des Choctaws (en bleu) par rapport à l'état du Mississippi.

- 27 septembre : la Nation Choctaw, une des cinq tribus civilisées concernées par l'Indian Removal Act, représentée par de grands chefs Greenwood LeFlore, avocat de formation, et Mushulatubbee défendent et jouent de leur influence pour protéger au maximum leur nation des volontés américaines de déplacement des populations amérindiennes. Face à eux, les représentants du gouvernement américain avec notamment John Eaton, avocat et juriste à Washington et John Coffee. Ils signent le traité de Dancing Rabbit Creek qui oblige les Choctaws à quitter leur territoire ancestral mais leur permet d'obtenir en compensation la plus grande réserve indienne située à l'ouest du fleuve Mississippi. Ainsi les Choctaws doivent laisser derrière eux 45 000 km2 de territoires (aujourd'hui dans l'État du Mississippi), mais récupèrent 60 000 km2 situés à l'ouest du fleuve Mississippi dans le futur État de l'Oklahoma).
- 6 décembre : inauguration du Depot of Charts and Instruments, qui devient l'Observatoire naval des États-Unis en 1854[7].

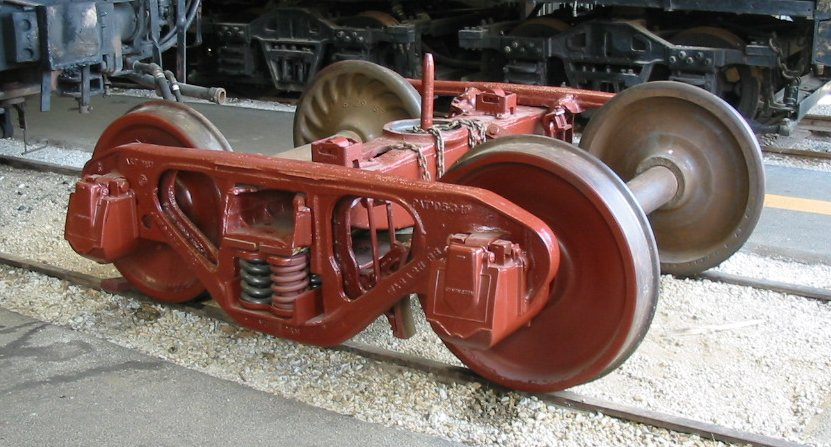
Bogie du type « Bettendorf »

- Les bogies se répandent rapidement aux États-Unis à partir de 1830, car les matériels roulants doivent accepter une voie ferrée mal posée.

## Naissances
- 2 janvier : Henry Morrison Flagler, (décède le 20 mai 1913), était un riche homme d'affaires américain dans le secteur de l'immobilier et des chemins de fer. Il fut également un partenaire du célèbre John Davison Rockefeller au sein de la société pétrolière Standard Oil. Il participa au développement de la côte orientale de la Floride et fut le fondateur de la compagnie ferroviaire Florida East Coast Railway.

#### Articles généraux
- Histoire des États-Unis de 1776 à 1865
- Évolution territoriale des États-Unis

#### Articles sur l'année 1830 aux États-Unis
- Déportation des Amérindiens
- Indian Removal Act
- Traité de Dancing Rabbit Creek
- Quatrième traité de Prairie du Chien